# Jerzy Kawalerowicz
Jerzy Franciszek Kawalerowicz (19 de janeiro de 1922 - Varsóvia, 27 de dezembro de 2007) foi um diretor de cinema polaco.

## Vida e carreira
Kawalerowicz nasceu em Gwoździec, Polônia, um dos poucos poloneses que vivia em uma cidade com mistura étnica de ucranianos e judeus. A família do pai de Kawalerowicz é originária da Armênia, tendo originalmente o sobrenome Kavalarian. Jerzy Kawalerowicz era conhecido por suas imagens poderosas e detalhadas e pela profundidade das ideias em seus filmes. Depois de trabalhar como assistente de direção, estreou na direção com o filme de 1951 Gromada. Ele foi uma figura importante na Escola de Cinema Polonesa e seus filmes Cień, 1956 e Pociąg, 1959 constituem alguns dos melhores trabalhos desse movimento.
Outros trabalhos notáveis de Kawalerowicz incluem Matka Joanna od Aniołów, 1961 e uma adaptação de 1966 do romance histórico de Bolesław Prus, Faraon, que foi indicado ao Oscar de Melhor Filme Estrangeiro.
Em 1955, Kawalerowicz foi nomeado chefe da prestigiosa unidade de produção KADR. Ele voltou a ocupar esse cargo em 1972. Sempre resistiu às pressões da administração comunista para produzir filmes de propaganda. Seu estúdio produziu alguns dos melhores filmes poloneses de Andrzej Wajd, Tadeusz Konwicki e Juliusz Machulski.
Em 1969, foi membro do júri do 6º Festival Internacional de Cinema de Moscou. Em 1975 ele foi membro do júri no 9º Festival Internacional de Cinema de Moscou. Em 1976, ele foi o chefe do júri no 26º Festival Internacional de Cinema de Berlim. Dois anos depois, seu filme Death of a President ganhou o Urso de Prata por uma contribuição artística notável no festival de 1978. No 11º Festival Internacional de Cinema de Moscou, ele foi membro do júri e foi agraciado com o prêmio de honra pela contribuição para o cinema.
Ele morreu em 27 de dezembro de 2007 em Varsóvia, Polônia. Seu último filme, Quo Vadis, teve o maior orçamento para um filme polonês em 2011.

## Filmografia selecionada
- Gromada, (1952)
- Celuloza, (1953)
- Od gwiazdą frygijską, (1954)
- Cień, (1956)
- Prawdziwy koniec wielkiej wojny, (1957)
- Pociąg, (1959)
- Matka Joanna od Aniołów, (1961)
- Faraon, (1966)
- Gra, (1968)
- Maddalena, (1971)
- Śmierć prezydenta, (1977)
- Spotkanie na Atlantyku, (1980)
- The Inn, (1983)
- Jeniec Europy, (1989)
- Bronsteins Kinder, (1991)
- Za co?, (1995)
- Quo Vadis? (2001)